# Красная армия (хоккейный клуб)
Хоккейный клуб «Красная армия» — молодёжная команда по хоккею с шайбой из Москвы, где играют воспитанники ЦСКА. Образована в 2009 году на базе бывшего фарм-клуба ЦСКА-2.
Двукратный обладатель Кубка Харламова сезонов 2010/11 и 2016/17 и Кубка Мира 2011 и 2017 годов.

## История
История команды началась одновременно с созданием Молодёжной хоккейной лиги — 26 марта 2009 года. После того, как лигой было принято решение переименовать молодёжные команды так, чтобы в них не было «двоек», указывающих на молодёжный состав команд, был проведён опрос среди ветеранов и игроков команды разных лет, в результате которого было разработано 7 вариантов названия: «Красная армия», «Красные звёзды», «Звезда», «Красная кавалерия», «Мустанги», «Гвардейцы», «Батальон». 3 июля был подведён итог опроса, проходившего на официальном сайте ПХК ЦСКА, в результате чего было принято решение в пользу варианта «Красная армия». 4 сентября прошёл первый матч МХЛ, в котором «Красная армия» потерпела поражение от МХК «Динамо» со счётом 2:6. В сезоне 2010—2011 команда стала чемпионом лиги, в финальной серии разгромив «Стальных Лис» из Магнитогорска со счётом 4-0. На последнем, четвёртом матче серии был обновлён рекорд посещаемости матчей МХЛ среди московских клубов, на матч пришло 4 200 человек.

### Лучшие бомбардиры команды
- 2009/10 — Марат Уракчеев — 68 (20+48)
- 2010/11 — Никита Гусев — 59 (22+37)
- 2011/12 — Никита Гусев — 76 (30+46)
- 2012/13 — Ильдар Шиксатдаров — 46 (23+23)
- 2013/14 — Александр Тимирёв — 52 (31+21)
- 2014/15 — Андрей Светлаков — 52 (18+34)
- 2015/16 — Павел Подлубошнов — 26 (13+13), Иван Силаев — 26 (7+19)
- 2016/17 — Михаил Бякин — 52 (23+29)
- 2017/18 — Егор Филин — 64 (20+44)
- 2018/19 — Максим Соркин — 41 (25+16)
- 2019/20 — Леонид Климов — 43 (17+26), Тахир Мингачёв — 43 (17+26)
- 2020/21 — Прохор Полтапов — 52 (25+27)
- 2021/22 — Егор Кузьминов — 51 (27+24)
- 2022/23 — Кирилл Долженков — 45 (18+27)

## Руководство и тренерский штаб
- Главный тренер: Павел Баулин
- Старший тренер: Александр Прокопьев
- Тренер команды: Дмитрий Быков
- Тренер вратарей: Ильдар Давыдов
- Тренер по физ. подготовке: Илья Чистяков
- Начальник команды: Евгений Загуменников
- Администратор: Филипп Филиппов
- Врач: Денис Винничук

## Клубные рекорды

### Индивидуальная статистика
| Индивидуальные рекорды игроков за один сезон Регулярный чемпионат |                  |       |         |
| Статистика                                                        | Игрок            | Всего | Сезон   |
| Голы                                                              | Михаил Матвеев   | 34    | 2009-10 |
| Передачи                                                          | Уракчеев Марат   | 48    | 2009-10 |
| Очки                                                              | Уракчеев Марат   | 68    | 2009-10 |
| Очки, защитник                                                    | Марченко Алексей | 38    | 2010-11 |
| Лучший + / -                                                      | Кучеров Никита   | +42   | 2010-11 |
| Штр. минуты                                                       | Ожиганов Игорь   | 167   | 2009-10 |
| Лучший КН (вратарь) Сыгравший не менее 20 игр                     | Оселедец Егор    | 2.92  | 2010-11 |
| Победы (вратарь)                                                  | Оселедец Егор    | 20    | 2010-11 |

Примечание: КН — Коэффициент надёжности = 60мин*ПШ/ВП, Штр — Штраф.

### Командная статистика
| Рекорды команды за один сезон Регулярный чемпионат |       |         |
| Статистика                                         | Всего | Сезон   |
| Больше всего очков                                 | 114   | 2009-10 |
| Больше всего побед В основное время                | 31    | 2009-10 |
| Больше всего ГЗ                                    | 287   | 2009-10 |
| Меньше всего ГЗ                                    | 222   | 2010-11 |
| Больше всего ГП                                    | 220   | 2009-10 |
| Меньше всего ГП                                    | 180   | 2010-11 |

Примечание: ГЗ — голов забито, ГП — голов пропущено.

## Ежегодные результаты

### Статистика
| Регулярный чемпионат | Регулярный чемпионат | Регулярный чемпионат | Регулярный чемпионат | Регулярный чемпионат | Регулярный чемпионат | Регулярный чемпионат | Регулярный чемпионат | Регулярный чемпионат | Регулярный чемпионат | Регулярный чемпионат | Регулярный чемпионат | Плей-офф | Плей-офф | Плей-офф | Плей-офф | Плей-офф | Плей-офф | Плей-офф | Плей-офф | Плей-офф | Плей-офф | Плей-офф |
| Сезон                | И                    | В                    | ВО                   | ВБ                   | П                    | ПО                   | ПБ                   | ГЗ                   | ГП                   | О                    | Штр                  | И        | В        | ВО       | ВБ       | П        | ПО       | ПБ       | ГЗ       | ГП       | Штр      |          |
| 2009-2010            | 66                   | 31                   | 4                    | 5                    | 23                   | 2                    | 1                    | 287                  | 220                  | 114                  | 994                  | 5        | 1        | 1        | 0        | 3        | 0        | 0        | 19       | 22       | 88       |          |
| 2010-2011            | 54                   | 30                   | 1                    | 2                    | 20                   | 0                    | 1                    | 222                  | 180                  | 97                   | 1264                 | 16       | 11       | 2        | 0        | 3        | 0        | 0        | 63       | 34       | 335      |          |
| 2011-2012            | 60                   | 29                   | 3                    | 6                    | 17                   | 4                    | 1                    | 230                  | 156                  | 110                  | 1065                 | 19       | 7        | 3        | 0        | 8        | 0        | 1        | 63       | 60       | 270      |          |

Примечание: И — количество игр, В — выигрыши в основное время, ВО — выигрыши в овертайме, ВБ — выигрыши по буллитам, Н — ничьи, ПО — проигрыши в овертайме, ПБ — проигрыши по буллитам, П — проигрыши в основное время, ГЗ — голов забито, ГП — голов пропущено, О — очки, Штр — штрафные минуты.

### Плей-офф
- 2009-2010

1/8 финала: Красная армия — Барс — 2:3 (6:5 (ОТ), 3:1, 4:5, 2:4, 4:7)
- 2010—2011

1/8 финала: Красная армия — Алмаз — 3:2 (2:4, 9:2, 4:3, 2:5, 6:1)
1/4 финала: Красная армия — Мытищинские атланты — 3:0 (5:1, 3:2, 5:0)
1/2 финала: Химик — Красная армия — 1:3 (2:6, 4:2, 1:3, 1:7)
Финал: Стальные лисы — Красная армия — 0:4 (2:3 (ОТ), 0:3, 3:4, 3:4 (ОТ))
- 2011—2012

1/8 финала: Красная армия — СКА-1946 — 3:2 (2:5, 3:2 (ОТ), 2:3, 7:2, 2:1 (ОТ))
1/4 финала: Алмаз — Красная армия — 2:3 (4:3, 3:5, 4:6, 4:2, 3:4 (ОТ))
1/2 финала: Мытищинские атланты — Красная армия — 1:3 (2:3, 3:5, 5:4, 3:5)
Финал: Омские ястребы — Красная армия — 4:1 (5:2, 5:3, 1:3, 2:1 (ОТ), 3:1)
- 2012—2013

участие не принимали
- 2013—2014

1/16 финала: Красная армия — Динамо-Шинник — 3:0 (4:3 (Б), 7:0, 4:0)
1/8 финала: Красная армия — ХК Рига — 3:2 (7:2, 6:2, 3:4 (ОТ), 0:3, 3:2)
1/4 финала: Красная армия — СКА-1946 — 3:0 (4:1, 6:0, 4:3 (ОТ))
1/2 финала: Белые медведи — Красная армия — 1:3 (2:5, 3:2, 1:2, 3:4)
Финал: МХК Спартак — Красная армия — 4:3 (1:4, 7:0, 3:1, 3:4 (ОТ), 0:2, 2:1 (ОТ), 2:3)
- 2014—2015

1/16 финала: Красная армия — Юность — 3:2 (3:2, 1:1, 3:4, 4:0, 3:1)
1/8 финала: Красная армия — МХК Спартак — 3:2 (3:4, 1:2, 5:2, 3:2, 4:3)
1/4 финала: Красная армия — СКА-1946 — 0:3 (3:4 (Б), 1:4, 2:3 (ОТ))
- 2015—2016

1/8 финала: Красная армия — U18 — 3:0 (7:3, 1:0, 4:1)
1/4 финала: Красная армия — Локо — 1:3 (2:4, 3:1, 2:4, 3:4 (ОТ))
- 2016—2017

1/8 финала: Красная армия — МХК Динамо Спб — 3:2 (3:6, 3:2, 0:1, 6:3, 6:3)
1/4 финала: Красная армия — Русские витязи — 3:0 (4:3, 2:1 (Б), 3:0)
1/2 финала: Красная армия — Кузнецкие медведи — 3:0 (5:4, 5:3, 4:2)
Финал: Красная армия — Реактор — 4:0 (7:4, 6:1, 7:2, 2:1)
- 2017—2018

1/8 финала: Красная армия — МХК Динамо Спб — 1:3 (2:3 (ОТ), 5:1, 7:8 (Б), 1:2)
- 2018—2019

1/8 финала: Красная армия — Алмаз — 2:3 (2:1, 3:0, 1:3, 0:4, 4:5 (ОТ))

## Участники Кубка Вызова МХЛ
- 2010 — Алексей Марченко З, Никита Гусев Н
- 2011 — Никита Гусев Н
- 2012 — Никита Гусев Н, Роман Любимов Н
- 2013 — Дмитрий Огурцов З
- 2014 — Александр Тимирёв Н
- 2015 — Иван Силаев Н
- 2016 — Вадим Кучеров З, Борис Левитский Н
- 2017 — Александр Самойлов В, Егор Огиенко З, Павел Подлубошнов Н
- 2018 — Артём Корепанов В, Владимир Мирошниченко З
- 2019 — Всеволод Скотников В
- 2020 — Роман Калиниченко З, Тахир Мингачёв Н
- 2022 — Артём Дуда З, Кирилл Долженков Н

## Трофеи

### Международные
- Кубок Мира среди молодёжных клубных команд
- Обладатель (2): 2011, 2017

### Национальные
- Кубок Харламова (МХЛ)
- Обладатель (2): 2011, 2017
- Серебряный призёр (2): 2012, 2014
- Победитель Западной Конференции (3): 2011, 2012, 2017
- Кубок Открытия МХЛ (1): 2009

### Индивидуальные награды
- Приз имени Владимира Юрзинова
  - Вячеслав Буцаев — 2010/11
  - Борис Миронов — 2016/17
- Приз имени Вячеслава Фетисова
  - Алексей Марченко — 2010/11
- Приз имени Виталия Давыдова
  - Никита Гусев — 2010/11
  - Никита Гусев — 2011/12
  - Андрей Кузьменко — 2016/17